# Ciudad de Canterbury
La Ciudad de Canterbury (City of Canterbury) es un distrito no metropolitano con estatus de ciudad en el condado de Kent, Inglaterra. La capital del distrito es Canterbury.
- Datos: Q1094104
- Multimedia: City of Canterbury / Q1094104